# Chrysso simoni
Chrysso simoni là một loài nhện trong họ Theridiidae.
Loài này thuộc chi Chrysso. Chrysso simoni được Herbert Walter Levi miêu tả năm 1962.